# Window of the World
Pour les articles homonymes, voir Windows on the World (homonymie).
Window of the World (en chinois : 世界之窗, Fenêtre du Monde) est un parc de miniatures situé dans le domaine Overseas Chinese Town à l'ouest de la ville de Shenzhen en République populaire de Chine. Tout comme son voisin Happy Valley, il est la propriété de Overseas Chinese Town Holding Company. Le parc, d'une surface de 480 000 m2, comprend environ 130 reproductions des attractions touristiques les plus réputées du monde.  Les 108 mètres de la reproduction de la tour Eiffel dominent l'horizon, tandis que les pyramides de Gizeh et le Taj Mahal sont proches les unes de l'autre.
Le parc comprend également une large sélection de restaurants internationaux et de petites expositions consacrées aux personnages célèbres de l'histoire mondiale. La Fenêtre sur le Monde permet de manger mexicain, de voir les chutes du Niagara et de se promener autour d'Angkor Vat. Il faut au moins une demi-journée pour découvrir le site et chaque soir se clôture par un feu d'artifice et un spectacle lumineux.
Depuis fin 2004, grâce à l'ouverture du métro de Shenzhen, les touristes peuvent rejoindre le parc via les transports publics.

## Reproductions

### Europe
- Allemagne
  - Cathédrale de Cologne
  - Château de Neuschwanstein
- Autriche

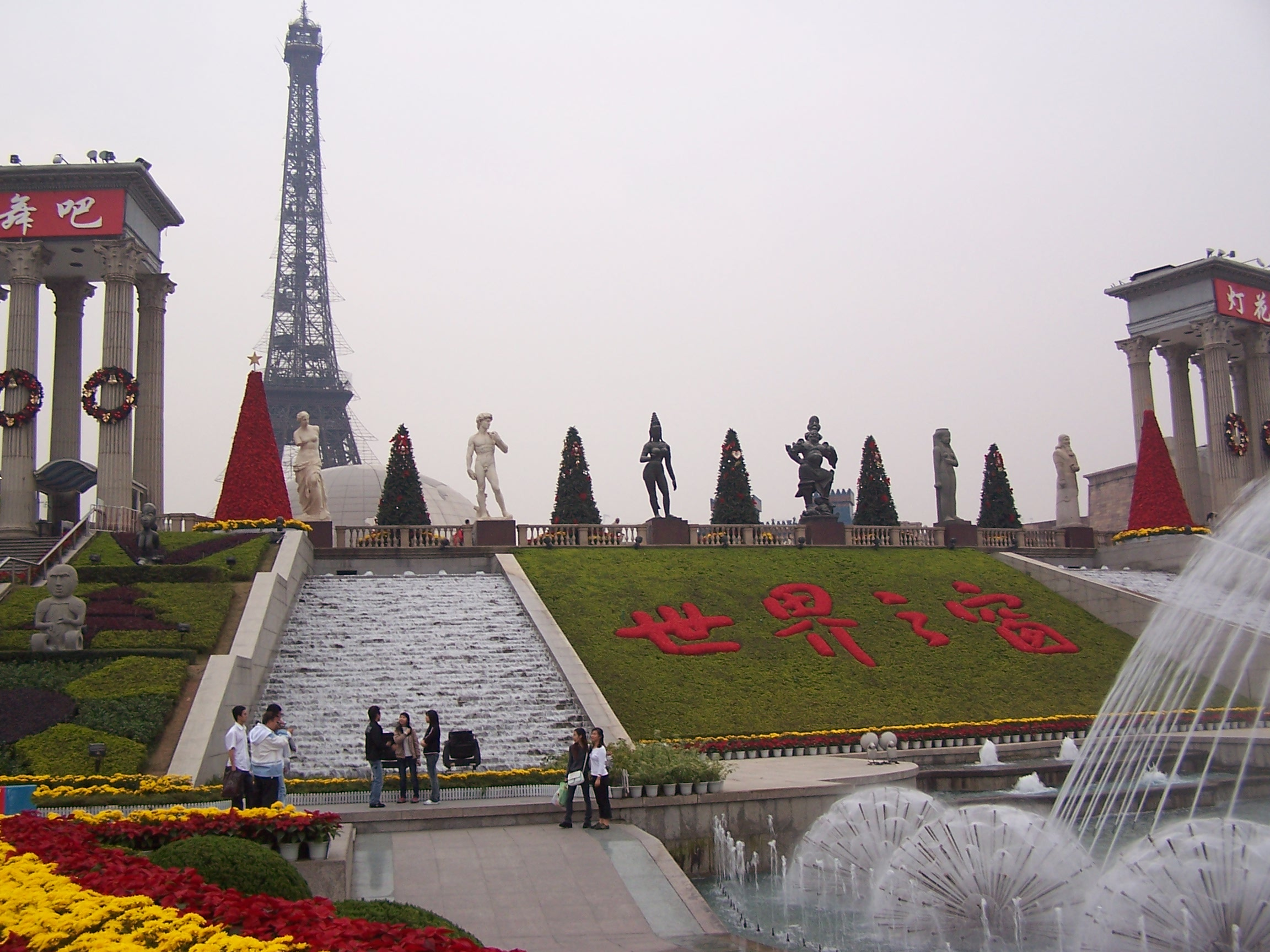
Statues célèbres et réduction de la tour Eiffel

  - Gloriette du Château de Schönbrunn
  - Monument à Joseph Strauss dans le Stadtpark
- Belgique
  - Butte du Lion de Waterloo
- Danemark
  - La Petite Sirène
- Espagne
  - Alcazar de Ségovie
  - Cour des Lions à Grenade
  - Parc Güell à Barcelone
- France
  - Tour Eiffel
  - Arc de Triomphe
  - Pyramide du Louvre
  - Cathédrale Notre-Dame de Paris
  - Arche de la Défense
  - Fontaine du Trocadéro
  - Fontaine des Quatre-Parties-du-Monde
  - Château de Versailles
  - Le Mont-Saint-Michel
  - Pont du Gard
- Grèce
  - Acropole d'Athènes
  - Porte des Lionnes à Mycènes
- Italie
  - Colisée de Rome
  - Basilique Saint-Pierre
  - Palazzo Poli
  - Colonne Trajane
  - Escalier de la Trinité-des-Monts
  - Place Saint-Marc de Venise
  - Tour de Pise
  - Piazza della Signoria de Florence
- Pays-Bas
  - Moulins à vent
  - Tulipes
- Royaume-Uni
  - Palais de Westminster
  - Palais de Buckingham
  - Tower Bridge
  - Stonehenge
  - Cheval blanc d'Uffington
- Russie
  - Kremlin de Moscou
  - Mausolée de Lénine
  - Cathédrale Saint-Basile-le-Bienheureux de Moscou
  - Palais d'Hiver de Saint-Pétersbourg
  - Pogost de Kiji
- Suisse /  Italie
  - Cervin

### Océanie
- Australie
  - Opéra de Sydney
  - Harbour Bridge
  - Mémorial du capitaine Cook
  - Uluru
- Nouvelle-Zélande
- Maisons et statues maories

### Afrique

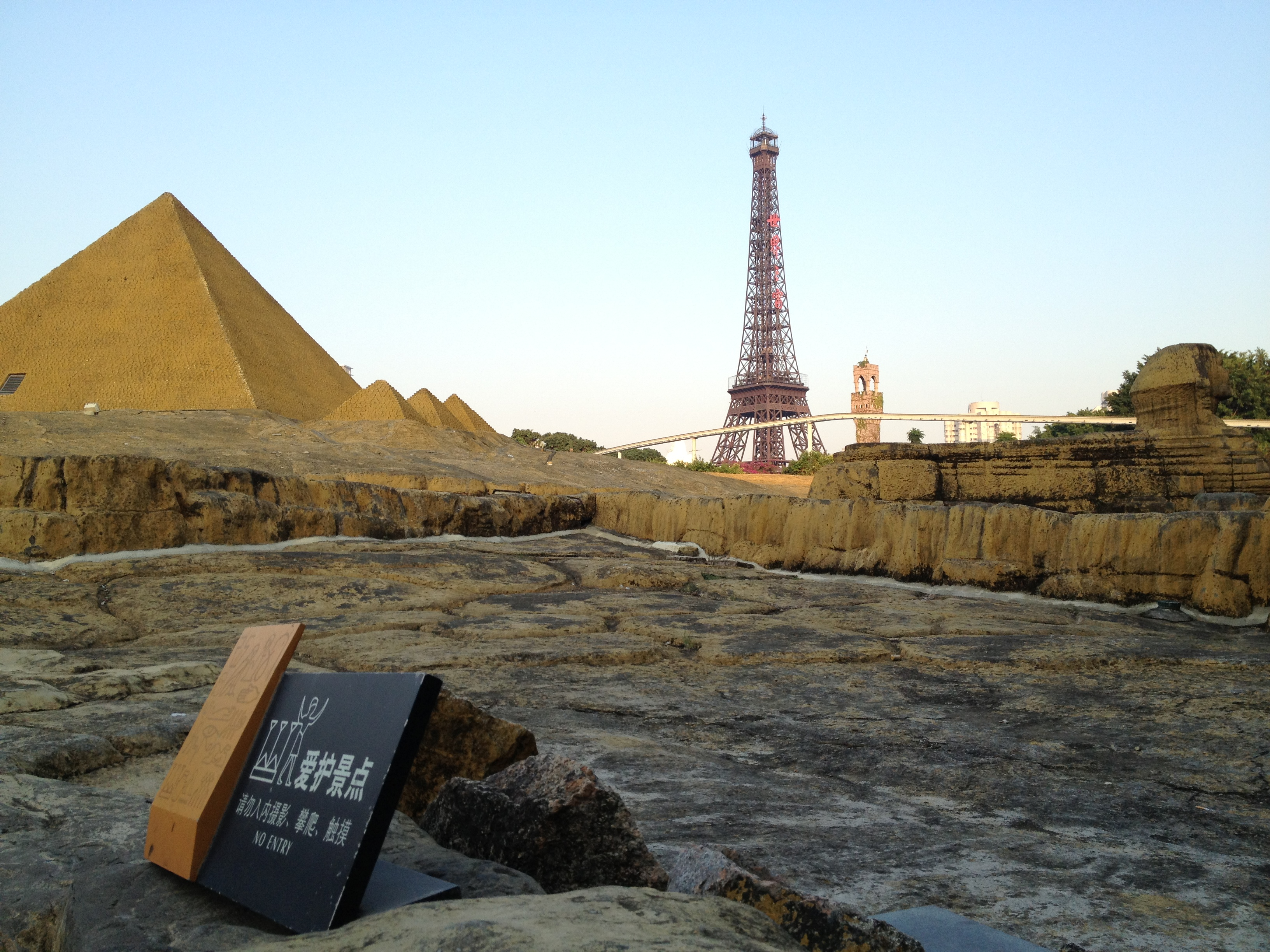
Répliques des pyramides de Gizeh et du Sphinx de Gizeh

- Égypte
  - Pyramides de Gizeh
  - Sphinx de Gizeh
  - Temples d'Abou Simbel
  - Temple d'Horus à Edfou
  - Phare d'Alexandrie
- Kenya
  - Arches en défenses d'éléphants à Mombasa
  - Réserve nationale du Masai Mara
- Huttes rondes subsahariennes

### Autres
- Angkor Vat, Cambodge
- Borobudur, Indonésie
- Géoglyphes de Nazca, Pérou
- Merlion, Singapour
- Moaï, Chili
- Statue de la Liberté, États-Unis
- Statue du Christ Rédempteur, Brésil
- Taj Mahal, Inde